# João Mendes da Costa Neto
João Mendes da Costa Neto (Salvador, 3 de julho de 1932 — 8 de dezembro de 2006) foi um advogado, pecuarista e político brasileiro.

## Biografia
Cursou o Secundário no Colégio Antônio Vieira em Salvador e no Colégio Santo Inácio de Loyola no Rio de Janeiro. Formou-se em Direito pela Faculdade de Direito da Universidade Federal da Bahia (UFBA) em 1957.
Presidente do Instituto de Assistência e Previdência Social do Estado da Bahia (IAPSEB) em 1958 a 1962; delegado do Instituto Nacional de Desenvolvimento Agropecuário (INDA) na Bahia em 1967 a 1971; diretor geral do Departamento das Municipalidades em 1976; chefe comercial da Companhia Petroquímica do Nordeste (COPENE) em 1976 a 1982; presidente da Agrobahia em 1982 a 1984; assessor especial do Secretário da Educação em 1984 a 1986; coordenador geral do Ministério do Bem-Estar Social e representante oficial para a Região Nordeste em 1992. Advogado e agropecuarista, Feira de Santana-BA e Jacobina-BA. Membro da Ordem dos Advogados do Brasil (OAB) na Bahia.
Foi eleito deputado estadual pela União Democrática Nacional (UDN) em 1963 a 1967 e Foi a Suplente do senador Jutahy Magalhães onde se elegeu em 1978 a 1984.
Morreu no dia 8 de dezembro de 2006 aos 74 anos.